# Édouard Lamy (ingénieur)
Pour les articles homonymes, voir Édouard Lamy et Lamy.
Édouard Lamy, né le 8 juillet 1855 à Lille et mort le 14 juillet 1939, dans le 8e arrondissement de Paris, est un ingénieur des Arts et Manufactures français.

## Biographie
Édouard Frédéric Auguste Lamy naît le 8 juillet 1855 à Lille, fils de Claude-Auguste Lamy, professeur de physique à la faculté des Sciences, et de Cécile Honorine Romaine Kuhlmann, fille de Frédéric Kuhlmann fondateur des établissements Kuhlmann. Il se marie, le 9 juin 1886 à Amiens, avec Victoire Marie Berthe Mollet,.
Après des études au lycée Louis-le-Grand (bachelier ès-lettres et ès-sciences), au collège Sainte-Barbe et à l'École centrale (promotion 1878), il est ingénieur des Arts et Manufactures en 1878. Il est élève de Bunsen à Heidelberg en Allemagne en 1879.
En 1880, il est nommé ingénieur aux établissements Kuhlmann (produits chimiques), à Amiens et à Lille, puis directeur, et administrateur.
Il est juge au tribunal de commerce d'Amiens de 1889 à 1896, président de l'association des ingénieurs centraux de la Somme de 1890 à 1907, président d'honneur à partir de 1907, promoteur et vice-président depuis la fondation, en 1885, de l'Œuvre Amiénoise de l'assistance par le travail, président de la Société industrielle d'Amiens de 1896 à 1902 et président d'honneur à partir de 1902.
À Paris-Plage, il est membre de la chambre syndicale (syndicat des propriétaires de Paris-Plage) depuis le 12 août 1900, vice-président de 1900 à 1909 et président à partir de 15 août 1909 et il est élu membre titulaire de la Société académique de Paris-Plage le 27 août 1906.
Il est membre de la chambre de commerce d'Amiens depuis 1904, conseiller du commerce extérieur de la France (1907), délégué de la Croix-Rouge française pour la 2e région (1909), administrateur de diverses sociétés (forges, gaz, constructions mécaniques, électrométallurgie, etc.), membre du comité de la Société des ingénieurs civils de France et secrétaire de la fédération des industriels et commerçants français.
Il habite au no 17 boulevard Raspail dans le 7e arrondissement de Paris, en 1906.
Il meurt le 14 juillet 1939, dans le 8e arrondissement de Paris.

## Distinctions
Édouard Lamy est fait officier d'académie par arrêté ministériel du 14 juillet 1889, puis officier de l'instruction publique par arrêté ministériel du 17 octobre 1897, nommé, officier du Nichan-Iftickhar en 1902, officier du Nichan el Anouar, décoré de la croix de guerre 1914-1918 en 1919, et nommé chevalier dans l'ordre national de la Légion d'honneur, par décret du 14 février 1921.

## Récompense
Édouard Lamy reçoit le grand prix de collaborateur à l'exposition universelle de 1900.

## Publication
Édouard Lamy a publié L'Industrie houillère paru dans le Bulletin de la Société industrielle d'Amiens, lecture faite dans l'assemblée générale du 25 mars 1888.

## Pour approfondir